# 뮤직 라운지
《뮤직 라운지》는 U-KBS MUSIC에서 방송되는 프로그램이다.

## 프로그램 특성
아무런 정보를 아무것도 밝은 '뮤라씨'라는 닉네임을 가진 디제이가 청취자와 화면으로 대화를 주고받는 프로그램이다. 청취자는 #0262로 문자 사연 및 사진을 포함한 사연을 보낼 수 있으며 정보이용료는 100원이고 SMS 이용료는 별도로 부과된다. 뮤라씨는 청취자의 사연에 선택적으로 화면을 이용해 답을 해준다. 몇 개의 답변이 송출된 이후에는 프로그램 자체 안내사항이나, 가수와 음반에 대한 앨범아트가 나가게 된다.
초기에는 오후 10시부터 다음날 새벽 2시까지 신청곡 없이 음악 전문 작가가 POP 음악 위주의 선곡을 하는 프로그램이었지만, 원래 DMB로 이 시간대에는 인기 프로그램인 슈퍼주니어의 키스 더 라디오와 유희열의 라디오천국이 방송되는 시간대였기에 난항을 겪었다. 결국 하루만에 '뮤라씨'라는 캐릭터가 만들어지고, 그 캐릭터가 지금까지 내려오게 되었다.

## 역사

### 2008년 11월 ~ 2010년 4월
- 방송시간 : 오후 10시 ~ 다음날 새벽 2시 (4시간)
- 1부 : 오후 10시 ~ 자정 / 2부 : 자정 ~ 새벽 2시
- 사용 폰트 : 산돌광수체

처음에는 "당신 곁의 BGM"을 모토로 4시간동안 POP 위주로 신청곡 없이 2명의 음악작가가 선곡한 곡으로 4시간이 채워졌다. 그러나 어느정도 후부터는 신청곡을 받기 시작했으며, 차차 1부에는 가요 위주, 2부에는 팝 위주의 선곡 방식으로 자리잡게 되었다.
뮤라씨라는 캐릭터가 만들어진 후부터 2010년 여름 전까지의 뮤라씨는 정보를 공개하지 않는 컨셉에 맞춰 소위 츤데레라 불리는 말투를 구사하면서 많은 인기를 얻었다. 또 청취자에게 야식을 보내달라고 하며 직접 제작편성팀의 주소를 공개하기도 하고, 애인이 있는 커플들을 시샘하기도 하며, 화면상이지만 생일 등을 맞은 청취자에게 깜짝 이벤트를 열어주는 등 다채로운 재미요소도 있었다.
기본적으로 사연 송출까지 하루 정도의 딜레이가 있다. 다만, 2009 크리스마스 특집, 2010 트위터 특집 등 특집 때에는 보낸 사연이 당일에 나가는 일도 있었다.

### 2010년 4월 ~ 2010년 12월
- 방송시간 : 오후 10시 ~ 다음날 새벽 1시 (3시간)
- 1부 : 오후 10시 ~ 오후 11시 / 2부 : 오후 11시 ~ 자정 / 3부 : 자정 ~ 오전 1시
- 사용 폰트 : 피노키오체

2010년 KBS 봄개편으로 오후 6시부터 10시까지 방송되던 Fresh Up이 폐지되고 DJ 요조가 오전 1시에 히든 트랙을 맡게 되면서 방송시간이 1시간 줄게 된다. 이 개편으로 다채로운 코너가 생기게 되었다는 것이 이 개편의 가장 큰 특징이다. 또, 뮤라씨의 말투가 약간 당돌한 캐릭터로 바뀌었다는 것도 하나의 특징이다.

#### 뮤라씨의 연애 채찍질
DJ인 뮤라씨는 솔로 컨셉으로 만들어져 있어 커플 청취자들을 '커플부대'라고 칭하며 시샘한다. 연애상담 코너인 듯 보이지만 '채찍질'이라는 말처럼 시샘하는 듯 한 이미지를 강하게 내는 것이 이 코너의 특징이다. 시청자에게 많은 재미를 주면서도 연애 상담이라는 알맹이는 놓치지 않고 친절한 상담을 해주었던 코너. 그러나 2011년 들어 성격이 살짝 바뀌어서 재미보다는 본격적인 연애상담 코너로 자리잡았다.

#### 토닥토닥, 힘내요
사연에 대해 재치있게 되받아치기에 위로보다는 재미를 추구할 수 밖에 없었던 일반적인 답변과는 달리 뮤라씨가 청취자들의 사연에 따뜻한 위로를 해주는 코너이다. 예를 들어 "수능이 한달 남았네요.. 고3이라 힘들어요.. 응원좀 해주세요" 등의 사연을 소개해주고, 한꺼번에 힘내라는 말을 해준다. 방송 시간이 줄면서 사연을 빨리 넘기기 위한 목적이 있었던 것으로 보이는데, 2011년 신년 개편으로 프로그램이 2시간으로 완전히 축소되면서 사라졌다.

#### 맞춤법 지키기
틀리게 쓰기 쉬운 우리말 단어나 어법을 소개하는 코너이다. 앨범 아트 소개 시에 송출되었다. 2011년 신년개편으로 폐지되었다.

#### 책 읽어주는 뮤라
오정연의 3시와 5시 사이의 <책 읽어주는 여자> 코너를 모티브로 한 코너로 매번 책을 읽고 그 책에서 가장 감명깊었던 구절을 들려준다. 매주 수요일마다 방송된다고 했지만 무려 방송 한번만에 없어졌다.
다만 2010년 9월 경 진행자의 교체가 있었던 것으로 추정된다.

### 2011년 1월 ~
- 방송시간 : 오후 12시 ~ 다음날 새벽 2시 (2시간)
- 사용 폰트 : 윤고딕320

2011년 KBS 신년개편으로 요조의 히든트랙이 2시간으로 확대되었고 시간대가 앞으로 당겨면서 뮤직라운지의 방송시간이 한시간 더 줄어들었다. 이로 인해서 대부분의 코너가 폐지되는 축소개편을 감행하게 된다. 다만 '뮤라씨보다 내가 더 센스왕' 코너가 신설되었고 이 코너에서는 뮤라씨가 질문을 하고 시청자의 대답을 내보낸다. (즉 사연을 빨리 넘기는 특성이 있다) 또 다이나믹 뮤직박스에서 DJ 손한별이 하차하고, 뮤라와 특성이 비슷한 뮤스가 6시부터 8시까지 자리잡게 된다.
또, 2011년 4월 25일 진행자가 교체되었고, 그 이후에는 빈번한 진행자 교체가 계속 이루어져 지금까지 내려오고 있다. 또 이로 인해서 예전과 프로그램의 성격도 많이 변해서, 현재는 실제로 뮤라씨가 답변을 해 주는 시간은 약 40분 내외고, 나머지는 청취자의 사연만이 나가는 코너로 꾸며지거나, 사연을 재전송한다.

## 기타
- 야식이 아니더라도 손편지와 선물 등도 항상 받고 있다. 선물은 택배, 소포, 우편 등으로 보내면 된다. 직접 방문시 담당자에게 직접 전달해야 한다는 원칙 때문에 방송시간에 맞춰 방문해야 한다. 그렇지 않으면 선물을 거절당할 수 있다.

- 번호 '#0262'로 문자를 보내면 (정보이용료 100원) 프로그램에 참여할 수 있다.